# 小舟渡站
小舟渡站（日语：／ Kobunato eki */?）是位於福井縣吉田郡永平寺町，屬於越前鐵道的勝山永平寺線的車站。車站編號為E19。站名源自於車站附近的「小舟渡橋」。

## 車站構造
本站與福井縣道168號並行，並建於平交道旁。出入口位於月台的西方，靠近月台入口旁建有一座以木板及白鐵屋頂的儲物室。距離入口約15米處設有有蓋單車停泊處，而在上山的縣道上距離約250米亦設有泊車轉乘。

### 月台
本站只設有1面1線的側式月台，全長約為50米，有效長度只有2輛。靠向月台出入口的一方約一輛車廂長度的月台建有上蓋，並把部份改裝成為候車室及儲物室。候車室及候車亭均設有木製長櫈。靠向勝山一端的月台可以直接眺望下的九頭龍川。列車靠站時往勝山方向為左側上落，往福井方向為右側上落。
| 路線          | 上下行 | 方向     |
| ------------- | ------ | -------- |
| ■勝山永平寺線 | 下行   | 勝山方向 |
| ■勝山永平寺線 | 上行   | 福井方向 |

## 歷史
- 1914年3月11日：車站啟用。
- 1978年4月1日：列車交換設備取消[2]，無人化[3][4]。
- 2001年6月25日：由於半年內兩度發生嚴重事故（日语：京福電気鉄道越前本線列車衝突事故），被國土交通省中部運輸局（日语：中部運輸局）引用鐵道事業法（日语：鉄道事業法）勒令全線暫停服務[5][6]。
- 2003年：

- 2月1日：車站設施轉讓至越前鐵道。
- 10月19日：越前鐵道重開永平寺口～勝山路段，本車站亦重開。

- 2021年3月2日：車站對出的馬路及周邊發生大規模山泥傾瀉[7]，有碎石更跌入車站路軌內[8]，勝山～山王之間暫停服務[9]。最初預計在4月下旬重開[10]，最後在同年4月6日重開[7][11][12]。
- 2024年10月11日：越前鐵道及福井鐵道均可使用ICOCA及全國通用IC卡付款[13][14]。

## 使用狀況
本站的所在位置人湮稀少，只有廢棄的房屋，而小舟渡橋北面對岸的住宅區亦較為分散，稍為聚集的社區，與車站距離平均至少1公里，都是令本站使用人數甚少的原因。
根據「勝山市統計書」，以下1日平均乘車人次列表：
| 乘車人次變化 | 乘車人次變化 |
| 年度         | 1日平均人次  |
| ------------ | ------------ |
| 2003         | 4            |
| 2004         | 6            |
| 2005         | 6            |
| 2006         | 6            |
| 2007         | 7            |
| 2008         | 5            |
| 2009         | 9            |
| 2010         | 9            |
| 2011         | 9            |
| 2012         | 9            |
| 2013         | 9            |
| 2014         | 6            |
| 2015         | 7            |
| 2016         | 8            |
| 2017         | 9            |
| 2018         | 7            |
| 2019         | 7            |
| 2020         | 4            |
| 2021         | 6            |
| 2022         | 7            |

## 車站周邊
車站北邊鄰接九頭龍川，南邊鄰接山坡。車站名稱取自連接對面岸的小舟渡橋。車站附近較少建築物。車站附近曾經設有京福電氣鐵道子公司運營的小舟渡遊園地和小舟渡釜風呂溫泉，後來在2002年結業。

## 相鄰車站
越前鐵道
■勝山永平寺線
□快速（只有上行班次）
通過
■普通
越前竹原（E18）－小舟渡（E19）－保田（E20）

## 外部連結
- 越前鐵道小舟渡站 （页面存档备份，存于）（日語）